# Wólka Telechańska
Wólka Telechańska (biał. Вулька Целяханская, Wulka Cielachanskaja; ros. Вулька Телеханская, Wulka Tielechanskaja) – wieś na Białorusi, w obwodzie brzeskim, w rejonie iwacewickim, w sielsowiecie Telechany, nad Jeziorem Wólkowskim i Kanałem Ogińskiego.
W dwudziestoleciu międzywojennym leżała w Polsce, w województwie poleskim, w powiecie kosowskim/iwacewickim, w gminie Telechany. Po II wojnie światowej w granicach Związku Radzieckiego. Od 1991 w niepodległej Białorusi.